# Madame du Deffand

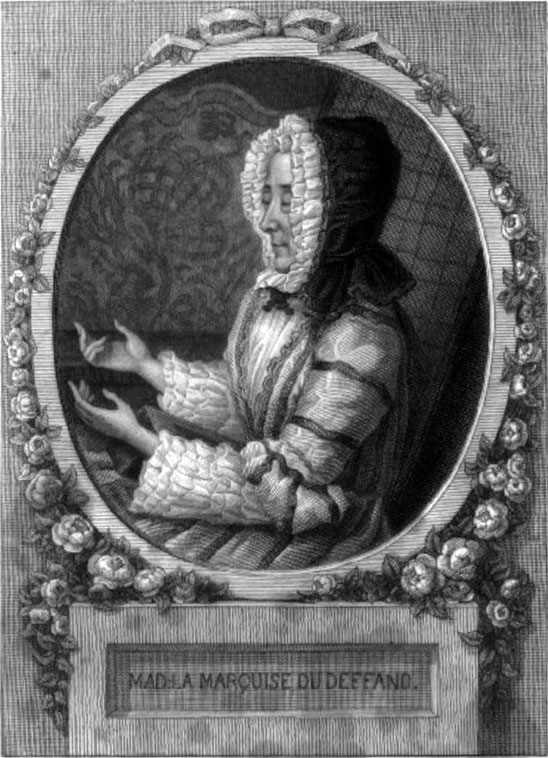
Madame du Deffand

Marie Anne de Vichy-Chamrond, marquise du Deffand (Ligny-an-Brionnais, 29 september 1696 - Parijs, 23 september 1780) was een Franse salonnière.  

## Jonge jaren en salon
Du Deffand kwam uit een Bourgondische adellijke familie en ontving haar opleiding in een klooster, zoals veel welgestelde Franse meisjes in haar tijd. Zij bracht veel tijd door bij de hertogin van Maine, een schoondochter van Lodewijk XIV. De hertogin hield een salon in haar paleis, waar du Deffand verschillende connecties opdeed. Rond 1740 opende de markiezin haar eigen salon, waar diverse beroemde Franse intellectuelen kwamen, zoals Montesquieu en Jean le Rond d'Alembert.

## Latere jaren
In de jaren 1750 begon madame du Deffand blind te worden. In 1754 besloot ze hierop haar nichtje Julie de Lespinasse mee naar Parijs te nemen om als haar assistente te dienen. Na tien jaar stuurde du Deffand haar echter weer weg: haar gasten waren het gezelschap van de Lespinasse zo zeer op prijs gaan stellen, dat ze vaak eerder kwamen om haar op te zoeken terwijl madame du Deffand nog op bed lag. De Lespinasse besloot hierop echter haar eigen salon op te richten en nam daarbij bijna de gehele vriendenkring van haar tante over. Desalniettemin hield deze er nog tot op hoge leeftijd een uitgebreide correspondentie met diverse belangrijke figuren op na, zoals Voltaire en Horace Walpole. Deze brieven zijn vandaag de dag te vinden in de Bibliothèque nationale de France.